# Vi lader billedet stå et øjeblik
|  | Denne artikel er oprettet af botten Steenthbot ud fra en ekstern database. Den kan derfor have sproglige fejl eller mangler. Denne skabelon kan fjernes efter kontrol af indholdet. |

Vi lader billedet stå et øjeblik er en dansk dokumentarfilm fra 2017 instrueret af Esther Wellejus.

## Handling
En film fra en datter til en far. En film om erindring, tab og kærligheden til mennesket bag diagnosen. I filmen træder vi ind i et utydeligt billede af mørke, farve og skygger. Det er erindringens slørede stier, som åbner sig. Filmen er skabt med billeder af naturen som en uvis fortælling. Vi ser som et barn, der opslugt betragter hver detalje i træernes blade og skaber sit eget drømmende univers midt i oplevelsen af en far, der forsvinder i en nyfunden religiøs vækkelse og sin hjernes vilde udsving.